# Totodile
Totodile (japanski: ワニノコ Waninoko) jedan je od 1025 fiktivnih vrsta Pokémona iz medijske franšize Pokémon, skupa Pokémon videoigara, animiranih serija, manga stripova, knjiga, igraćih karata i drugih medija kojima je tvorac Satoshi Tajiri. Svrha je Totodilea u videoigrama, animiranoj seriji i manga stripovima, kao i svrha ostalih Pokémona, borba s divljim Pokémonima – neukroćenim stvorenjima koje igrači i likovi pronalaze dok kreću na razne avanture – i pripitomljenim Pokémonima drugih Pokémon trenera.

## Etimologijaimena
Ime Totodile kombinacija je engleskih riječi "tot" = mališan, i "crocodile" = krokodil. Njegovo japansko ime, Waninoko, kombinacija je japanskih riječi "wani" = aligator, i sufiksa "ko", koji označava nešto maleno i djetinjasto.

## Pokédex podaci
- Pokémon Gold: Njegove razvijene čeljusti dovoljno su moćne da zdrobe sve na njegovom putu. Čak i njegov trener mora stalno biti na oprezu.
- Pokémon Silver: Malen je, ali žustar i srčan. Ne ustručava se zagristi sve što se miče.
- Pokémon Crystal: Ovaj žustri Pokémon grize sve što se kreće. Okrenuti mu leđa nije najpametnija odluka.
- Pokémon Ruby/Sapphire: Unatoč veličini, Totodileova je čeljust veoma razvijena. Iako ovaj Pokémon misli da samo zaigrano gricka sve oko sebe, njegov ugriz može izazvati ozbiljne ozljede.
- Pokémon Emerald: Unatoč veličini, Totodileova je čeljust veoma razvijena. Iako ovaj Pokémon misli da samo zaigrano gricka sve oko sebe, njegov ugriz može izazvati ozbiljne ozljede.
- Pokémon FireRed: Malen je, ali žustar i srčan. Ne ustručava se zagristi sve što se miče.
- Pokémon LeafGreen: Njegove razvijene čeljusti dovoljno su moćne da zdrobe sve na njegovom putu. Čak i njegov trener mora stalno biti na oprezu.
- Pokémon Diamond/Pearl: Ima naviku gristi bilo što svojom razvijenom čeljusti. Čak se i njegov trener prema njemu mora odnositi s oprezom.

## U videoigrama
U igrama Pokémon Gold i Silver te Pokémon Crystal, Totodile je jedan od početnih Pokémona, tj. jedan od Pokémona s kojim igrač započinje igru. Poké lopta koja sadržava Totodilea (jedinog u čitavoj igri) nalazi se u laboratoriju profesora Elma u gradu New Bark. Ako igrač odabere Totodilea, njegov će protivnik ukrasti Chikoritu. Totodile će biti na 5. razini, što je slučaj s gotovo svim početnim Pokémonima
U igrama HeartGold i SoulSilver, Totodilea je moguće pronaći (kao u igrama Pokémon Gold i Silver) unutar laboratorija profesora Elma, kao jednog od ponuđenih početnih Pokémona.
Totodile je smatran osrednjim izborom početnog Pokémona. Nijedna Johto dvorana ne koristi Pokémone koji su učinkoviti nad Totodileovim Vodenim tipom, no istovremeno, nijedna od njih ne nosi tip Pokémona nad kojim je Totodileov Vodeni tip nadmoćan.
U Pokémon Emerald videoigri, Prof. Birch dopušta igraču da bira između Cyndaquila, Totodilea i Chikorite nakon popunjavanja Hoenn Pokédexa. U Pokémon XD: Gale of Dakness, pobijedivši Mt. Battle, profesor dopušta igraču da izabere Totodilea s tehnikom Vodenog topa (Hydro Cannon).

## Tehnike
| Prirodne tehnike           | Prirodne tehnike | Prirodne tehnike |
| -------------------------- | ---------------- | ---------------- |
| Tehnika                    | Vrsta tehnike    | Razina           |
| Grebanje (Scratch)         | Normalni         |                  |
| Opaki pogled (Leer)        | Normalni         |                  |
| Vodeni pištolj (Water Gun) | Vodeni           | 6                |
| Bjesnilo (Rage)            | Normalni         | 8                |
| Ugriz (Bite)               | Mračni           | 13               |
| Strašno lice (Scary Face)  | Normalni         | 15               |
| Ledeni očnjak (Ice Fang)   | Ledeni           | 20               |
| Mlatilo (Flail)            | Normalni         | 22               |
| Drobljenje (Crunch)        | Mračni           | 27               |
| Razrezivanje (Slash)       | Normalni         | 29               |
| Vrištanje (Screech)        | Normalni         | 34               |
| Mlaćenje (Thrash)          | Normalni         | 36               |
| Vodeni rep (Aqua Tail)     | Vodeni           | 41               |
| Super moć (Superpower)     | Borbeni          | 43               |
| Vodena crpka (Hydro Pump)  | Vodeni           | 48               |

## Statistike
| HP:      | 50 |  |
| Attack:  | 65 |  |
| Defense: | 64 |  |
| SpAtk:   | 44 |  |
| SpDef:   | 48 |  |
| Speed:   | 43 |  |

Statistika Special korištena je samo tijekom prve generacije; kasnije je podijeljenja na Special Attack i Special Defense statistike.

## U animiranoj seriji
Totodileovo je prvo pojavljivanje u Pokémon animiranoj seriji bilo u prvoj epizodi Johto regije (#119 – "Don't touch that 'Dile"). Tim Raketa iskoristio je odsutnost profesora Elma kako bi ukrali Totodilea kojeg je ovaj čuvao kao početnog Pokémona za jednog od mladih trenera koji trebaju započeti svoje putovanje u Johto regiji.
Još se jedan Totodile pojavio u 153. epizodi ("The Totodile Duel"). Ash i Misty istovremeno su bacili svoje Mamac-lopte na Totodilea, i nisu bili sigurni čija ga je lopta uhvatila. Zbog toga su organizirali mali turnir s Pokémon borbama, a pobjednik bi dobio Totodilea. Ash je naposljetku pobijedio Mistyinog Poliwaga (koji se tijekom borbe razvio u Poliwhirla) svojim Bulbasaurom, i dobio Totodilea. Ashov je Totodile bezbrižan i veoma razigran. Jednom je bio toliko smeten da je umjesto Pokémon borbe odabrao bezbrižno plivanje. Istvremeno, obožava plesati. Svaki put kada izađe iz svoje Poké lopte, izvede kratku plesnu točku prije ulaska u borbu. Ash je svoga Totodilea koristio u brojnim borbama u Johto regiji, uključujući i Whirpool Cup turnir. Totodile se trenutačno nalazi u laboratoriju profesora Oaka.